# Bar (Corrèze)
Bar (Bar auf Okzitanisch) ist eine französische Gemeinde mit 307 Einwohnern (Stand 1. Januar 2022) im Département Corrèze in der Region Nouvelle-Aquitaine. Die Gemeinde ist Mitglied des Gemeindeverbandes Tulle Agglo. Die Einwohner nennen sich Barois(es).

## Geografie
Die Gemeinde liegt im Zentralmassiv, ungefähr 13 Kilometer nördlich von Tulle, der Präfektur des Départements.

### Nachbargemeinden
Nachbargemeinden sind im Norden Orliac-de-Bar, im Osten Corrèze, im Südosten Gimel-les-Cascades, im Süden Les Angles-sur-Corrèze und im Westen Naves. An der südwestlichen Gemeindegrenze verläuft der Fluss Vimbelle und mündet in die Corrèze.

## Wappen
Beschreibung: In Silber drei rote Balken.

## Einwohnerentwicklung
| Jahr      | 1962 | 1968 | 1975 | 1982 | 1990 | 1999 | 2007 | 2018 |
| Einwohner | 351  | 397  | 330  | 282  | 317  | 316  | 322  | 304  |